# Jean du Bellay

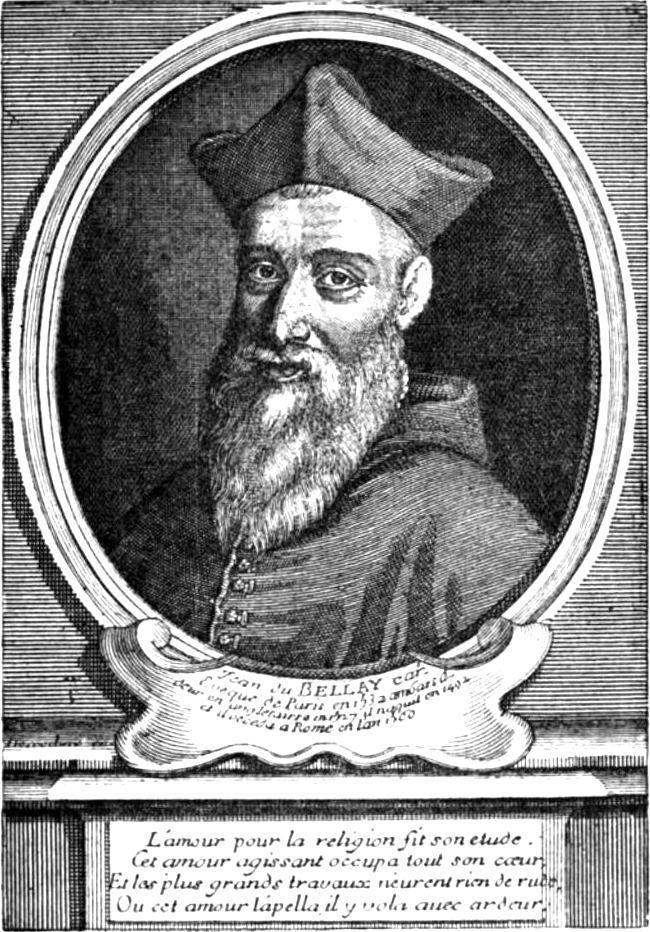
Jean Kardinal du Bellay

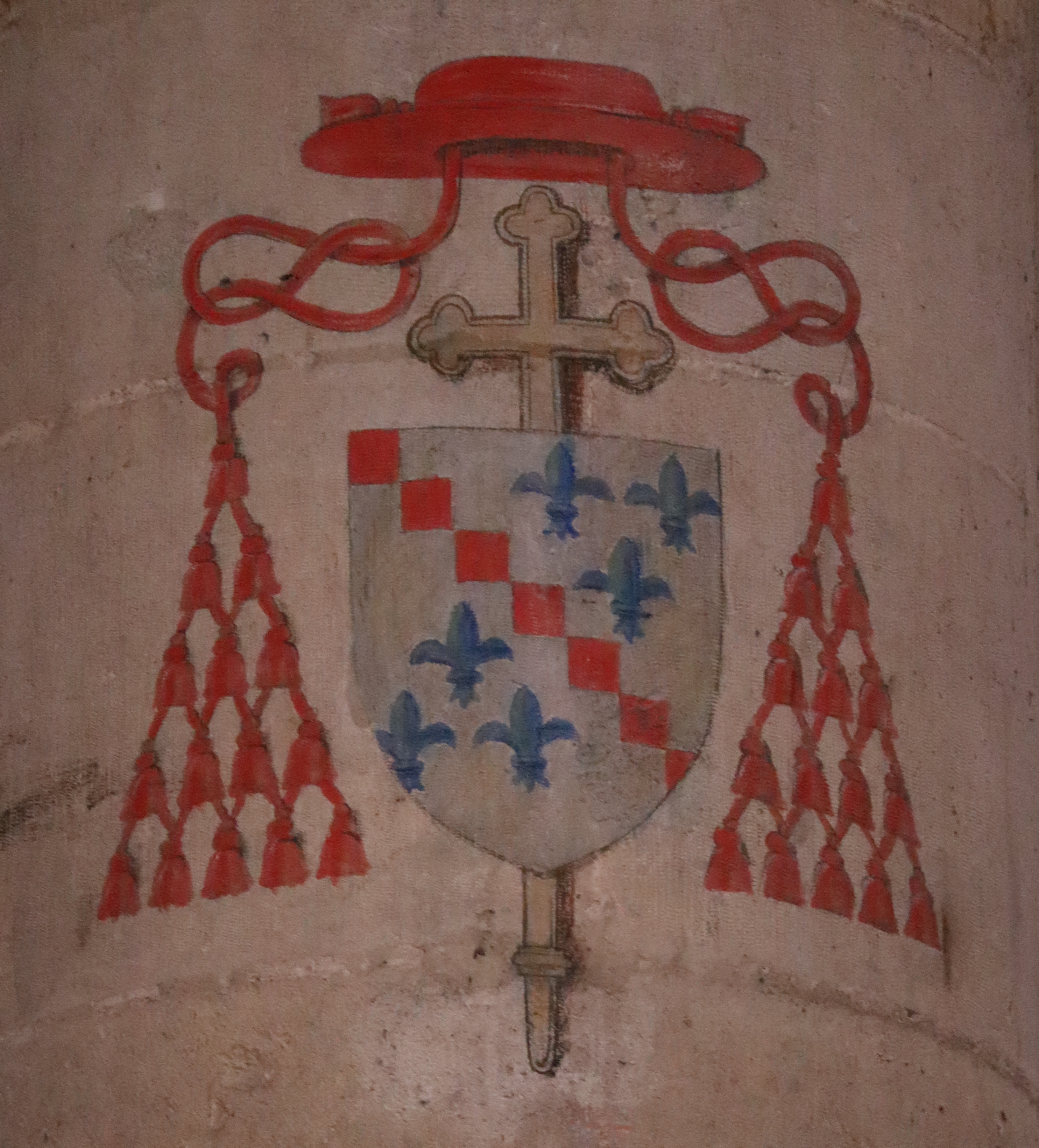
Bellays Kardinalswappen (Chorpfeiler der Kathedrale von Le Mans)

Jean du Bellay bzw. Jean Du Bellay (* 1492 oder 1498 auf der Burg Glatigny in Souday bei Le Mans, im heutigen Département Loir-et-Cher; † 16. Februar 1560 in Rom) war ein französischer Diplomat und Prälat und ab 1535 Kardinal der Römischen Kirche.

## Leben
Du Bellay (in französischen Lexika steht er meistens unter „d“) war Sohn aus altadeligen Haus und jüngerer Bruder des Heerführers Guillaume de Langey, der sich in den Kriegen zwischen Frankreich und dem deutschen Kaiser Karl V. einem Namen machte. Er war weltgewandt, hochgebildet und dilettierte literarisch, insbesondere als Verfasser lateinischer Verse.
Vermutlich über seinen Bruder fand er früh Anschluss an König Franz I. und wurde 1524 mit päpstlicher Dispens Bischof von Bayonne. Im Februar 1524 empfing er die Bischofsweihe, möglicherweise in Rom. 1530 wurde er Mitglied des Kronrates und 1532 Bischof von Paris.
Im Jahre 1530 war er, als Gönner des bekannten Humanisten Guillaume Budé, beteiligt an der Gründung des Collège des trois langues (= „Kolleg der drei Sprachen“, i. e. Lateinisch, Griechisch, Hebräisch) bzw. Collège des lecteurs du Roi (= „Kolleg der Vorleser des Königs“), das von Franz ins Leben gerufen wurde, weil sich die Pariser theologische Fakultät, die Sorbonne, dem Humanismus verschloss und 1523 alle Griechisch- und Hebräischstudien als ketzerisch verurteilt hatte.
Zwischen 1527 und 1534 sandte König Franz mehrfach Du Bellay  in diplomatischer Mission zum englischen König Heinrich VIII., der geschickt zwischen Frankreich und dem Kaiser lavierte. Im gleichen Jahr 1534 reiste er nach Rom, um dort zwischen Heinrich, der seine Ehe annullieren lassen wollte, und Papst Clemens VII. zu vermitteln. Er scheiterte jedoch letztlich an Kaiser Karl, der als Neffe von Heinrichs Gattin die Annullierung zu verhindern trachtete. Du Bellay war damit ungewollt in den anschließenden Abfall Englands vom Katholizismus verwickelt.
Auf seiner Rom-Reise sowie auch bei mehreren späteren Rom-Aufenthalten wurde er begleitet von dem Humanisten und Romanautor François Rabelais, den er offenbar in Lyon kennengelernt und als Leibarzt und Gesellschafter eingestellt hatte. Während eines neuerlichen längeren Rom-Aufenthaltes 1535/36 wurde er am 21. Mai 1535 vom Papst zum Kardinalpriester erhoben und erhielt am 31. Mai desselben Jahres die Titelkirche Santa Cecilia in Trastevere. 1547 wechselte er zur Titelkirche San Pietro in Vincoli.
In den Jahren 1536/37 war er als königlicher Generalleutnant mit dem Organisieren der Verteidigung von Paris gegen eventuelle Angriffe kaiserlicher Truppen von den Niederlanden her betraut. 1538 begleitete er König Franz bei einem Treffen mit Kaiser Karl in Aigues-Mortes.
Um 1540 ging er, da er den Anliegen der Reformatoren relativ offen gegenüberstand, als Verbindungsmann zu den im Schmalkaldischen Bund verbündeten protestantischen deutschen Fürsten, den natürlichen Bundesgenossen seines Königs in dessen Kampf gegen den Kaiser.
In den Jahren 1541, 1544 und 1546 wurde er vom König (der das Verfügungsrecht über die Kirchenposten in Frankreich hatte) für seine Dienste belohnt, indem er zusätzlich auch zum Bischof von Limoges, Erzbischof von Bordeaux und Bischof von Le Mans ernannt wurde (wobei er sich in seinen Pfründen, wie damals häufig üblich, nur selten aufhielt, sondern sich vor Ort vertreten ließ).
Nach Franz’ Tod (1547) ging sein Einfluss in Paris stark zurück. Immerhin wurde er vom neuen König Heinrich II. einmal mehr in diplomatischer Mission nach Rom geschickt, wo er zwei Jahre lang blieb und 1549 an der Wahl von Papst Julius III. teilnahm. 1553 reiste er erneut nach Rom (begleitet nunmehr u. a. von seinem jungen Verwandten, dem Dichter Joachim Du Bellay) und blieb dort mehr als vier Jahre. 1555 nahm er an zwei Papstwahlen teil und wurde, nach dem raschen Tod des soeben neu gewählten Papstes Marcellus II., kurz sogar als Kandidat gehandelt.
1556 fiel er bei König Heinrich in Ungnade. In der Folgezeit hielt er sich überwiegend in Rom auf, wo er ein prächtiges Palais besaß und wo er schließlich auch starb.
Heute ist sein Name vor allem bekannt als der eines Gönners bedeutender Literaten wie des Humanisten Guillaume Budé, des Romanautors François Rabelais (der ihm fast zwanzig Jahre hindurch als Leibarzt und häufiger Reisebegleiter verbunden war) oder des Lyrikers Joachim du Bellay, eines Neffen zweiten Grades.
Er ist nicht zu verwechseln mit dem gleichnamigen Bischof von Poitiers, Jean du Bellay († 1479).

## Werke
- Briefe, 1529– (siehe unten, unter „Moderne Ausgaben“: Correspondance...).
- Francisci primi Francorum regis Epistola apologetica,. 1542.
- Poemata,. 1546.

## Moderne Ausgaben
- Correspondance du Cardinal Jean Du Bellay. I. 1529–1535. Publ. par Rémy Scheurer. Klincksieck, Paris 1969.
- Correspondance du Cardinal Jean Du Bellay. II. 1535–1536. Publ. par Rémy Scheurer. Klincksieck, Paris 1973.
- Jean du Bellay: Poemata. Textes établis, traduits et annotés par Geneviève Demerson; avec la collaboration de Richard Cooper. Société des textes français modernes, Paris 2007, ISBN 978-2-86503-279-2.
- Correspondance du Cardinal Jean Du Bellay. III. 1537–1547. Publ. par Rémy Scheurer et Loris Petris, avec la collab. de David Amherdt et Isabelle Chariatte. Société de l'histoire de France, Paris 2008, ISBN 978-2-35407-111-0.
- Correspondance du Cardinal Jean Du Bellay. IV. 1547–1548. Publ. par Rémy Scheurer, Loris Petris et David Amherdt, avec la collab. de Nathalie Guillod. Société de l'histoire de France, Paris 2011, ISBN 978-2-35407-135-6.
- Correspondance du Cardinal Jean Du Bellay. V. 1549–1550. Publ. par Rémy Scheurer, Loris Petris et David Amherdt, avec la collab. de Nathalie Guillod. Société de l'histoire de France, Paris 2012, ISBN 978-2-35407-137-0.